# Passirac
Passirac és un municipi francès situat al departament del Charente i a la regió de la Nova Aquitània. L'any 2007 tenia 255 habitants.

## Demografia

### Població
El 2007 la població de fet de Passirac era de 255 persones. Hi havia 114 famílies de les quals 34 eren unipersonals (13 homes vivint sols i 21 dones vivint soles), 38 parelles sense fills, 25 parelles amb fills i 17 famílies monoparentals amb fills.
La població ha evolucionat segons el següent gràfic:
Habitants censats

### Habitatges
El 2007 hi havia 140 habitatges, 108 eren l'habitatge principal de la família, 18 eren segones residències i 14 estaven desocupats. 135 eren cases i 5 eren apartaments. Dels 108 habitatges principals, 69 estaven ocupats pels seus propietaris, 37 estaven llogats i ocupats pels llogaters i 2 estaven cedits a títol gratuït; 1 tenia una cambra, 10 en tenien dues, 12 en tenien tres, 26 en tenien quatre i 59 en tenien cinc o més. 93 habitatges disposaven pel capbaix d'una plaça de pàrquing. A 50 habitatges hi havia un automòbil i a 46 n'hi havia dos o més.

### Piràmide de població
La piràmide de població per edats i sexe el 2009 era:
| Homes | Edats   | Dones |
| ----- | ------- | ----- |
| 0     | 95 o +  | 0     |
| 0     | 90 a 94 | 0     |
| 8     | 85 a 89 | 4     |
| 0     | 80 a 84 | 4     |
| 0     | 75 a 79 | 8     |
| 4     | 70 a 74 | 4     |
| 8     | 65 a 69 | 4     |
| 12    | 60 a 64 | 4     |
| 4     | 55 a 59 | 8     |
| 4     | 50 a 54 | 8     |
| 8     | 45 a 49 | 4     |
| 8     | 40 a 44 | 12    |
| 8     | 35 a 39 | 12    |
| 8     | 30 a 34 | 4     |
| 4     | 25 a 29 | 4     |
| 8     | 20 a 24 | 4     |
| 8     | 15 a 19 | 20    |
| 16    | 10 a 14 | 12    |
| 8     | 5 a 9   | 12    |
| 0     | 0 a 4   | 0     |

## Economia
El 2007 la població en edat de treballar era de 168 persones, 109 eren actives i 59 eren inactives. De les 109 persones actives 90 estaven ocupades (51 homes i 39 dones) i 19 estaven aturades (6 homes i 13 dones). De les 59 persones inactives 20 estaven jubilades, 19 estaven estudiant i 20 estaven classificades com a «altres inactius».

### Ingressos
El 2009 a Passirac hi havia 103 unitats fiscals que integraven 252 persones, la mediana anual d'ingressos fiscals per persona era de 13.742 €.

### Activitats econòmiques
Dels 10 establiments que hi havia el 2007, 1 era d'una empresa extractiva, 1 d'una empresa de fabricació d'altres productes industrials, 4 d'empreses de construcció, 2 d'empreses de comerç i reparació d'automòbils i 2 d'empreses de serveis.
Dels 3 establiments de servei als particulars que hi havia el 2009, 1 era un paleta, 1 lampisteria i 1 empresa de construcció.
L'any 2000 a Passirac hi havia 12 explotacions agrícoles que ocupaven un total de 516 hectàrees.

## Equipaments sanitaris i escolars
El 2009 hi havia una escola elemental integrada dins d'un grup escolar amb les comunes properes formant una escola dispersa.

## Poblacions més properes
El següent diagrama mostra les poblacions més properes.